# Снохачење
Снохачење је српски породични обичај којим се озаконивао интимни однос између свекра и снаје у случају да је званични муж био малолетан или неспособан да испуњава брачне дужности. Обичај је највише био присутан у Поморављу и врањском крају од краја 1870-их до средине 20. века, а историјски и етнолошки извори га бележе као једну од најекстремнијих пракси патријархалног друштва у Србији.

## Етимологија
Назив потиче од старословенске речи „сноха" - снаја и глагола „спавати" у фигуративном значењу за брачни однос. У народном говору се користе и варијанте попут „снохачење", „снохарење" и „снохачка". Лингвистичка истраживања показују да је корен речи присутан у већини словенских језика, што указује на древност овог концепта у словенској култури.

## Географска распрострањеност
Иако се појединачни трагови снохачења срећу и у другим балканским регионима, најпоузданији записи указују на концентрисану појаву у:
- ширем Поморављу (Ћуприја, Јагодина, Параћин);
- Пчињи — варош Врање и околна села;
- појединим селима источно од Јужне Мораве.

### Регионалне варијанте
У различитим крајевима Србије снохачење је имало специфичне карактеристике. У поморавским селима обичај је био строже регулисан породичним правилима, док је у врањском крају био више прихваћен као неформална пракса. Етнографи бележе да је у источној Србији снохачење понекад било праћено ритуалним елементима, попут благосиљања од стране најстарије жене у задрузи.

## Историјски контекст

### Од 1878. до Првог светског рата
Оснивање нових административних јединица после Берлинског конгреса 1878. довело је до насилног прекида ранијих феудалних структура, али је породична задруга остала основна ћелија друштва. У таквом систему пресудан је био континуитет мушке лозе. Ако је син био премлад, сениор породице — обично свекар — преузимао је „брачно заштитничку" улогу.

### Између два рата
Социјалне реформе Краљевине СХС нису одмах продрле у руралне крајеве; етнографска истраживања 1920-их бележе да је снохачење „ретко, али не и непознато" у махом неписменим сеоским заједницама.

### Замирање после 1945.
После Другог светског рата нови породични закони ФНРЈ јасно су забранили сваки вид инцеста и принуде. Образовање и сеобе становништва убрзале су нестанак обичаја.

## Практиковање
Услови
- малолетан или сексуално незрео син;
- снаја пунолетна, често знатно старија;
- породична задруга у заједничком домаћинству.

Трајање
Од прве брачне ноћи до синовљевог пунолетства (обично 16-18 г.). У том периоду могу се рађати деца која легално припадају породици мужа, мада је биолошки отац свекар.
Ритуалност
За разлику од свадбених или сахраних обичаја, снохачење није имало посебну обредну форму; одигрававало се у оквиру кућне интиме и често је било праћено ћутањем.

### Детаљи практиковања
Снохачење се најчешће започињало у првој брачној ноћи, када би свекар заменио сина у брачној постељи. Овај чин се сматрао привременом мером док син не достигне физичку и психичку зрелост. У неким случајевима, посебно када је син био веома млад (10-12 година), снохачење би могло да траје и по неколико година.
Интересантно је да је у неким породицама постојао и обичај „предавања" снаје, када би свекар свечано објавио да предаје своја права сину. Ова церемонија се обично одржавала у присуству најближе родбине и била је праћена благословом и размењивањем симболичних поклона.

## Друштвени и правни аспекти
Унутар традиционалне норме обичај није сматран „грехом"; Српска православна црква га је, међутим, осуђивала као кршење брачне верности.
Званично казнено право Краљевине Србије није директно регулисало ову праксу, али је нови Кривични законик ФНРЈ (1951) инцест квалификовао као кривично дело, чиме је де факто онемогућио снохачење.

### Црквени став
Српска православна црква је снохачење сматрала тешким грехом и кршењем светости брака. Свештеници су покушавали да образују верни народ о неприхватљивости овакве праксе, али њихов утицај у удаљеним сеоским срединама није увек био довољан. Постоје записи о случајевима када су свештеници одбијали да крсте децу рођену из снохачења, сматрајући их „нечистим".

### Правни аспекти
Иако није било експлицитно забрањено, снохачење је било у супротности са основним принципима брачног права. Аустроугарске власти у Војводини су покушавале да сузбију ову праксу кроз административне мере, док је у Краљевини Србији питање остало углавном нерегулисано све до 20. века.

## Психолошке и социолошке последице
Истраживања показују трауме код жена принуђених на сексуални однос с ауторитарном мушком фигуром, као и дугорочне породичне сукобе услед нејасне родбинске линије.

### Психолошки утицај на жене
Жене које су биле принуђене на снохачење често су развијале озбиљне психолошке проблеме. Етнопсихолошка истраживања показују да су многе од њих патиле од депресије, анксиозности и посттрауматског стресног поремећаја. Посебно тешко је било женама које су рађале децу од свекра, јер су морале да живе са тајном о правом оцу детета.

### Утицај на децу
Деца рођена из снохачења су се често суочавала са идентитетским кризама када би сазнала истину о свом пореклу. Ова деца су била у посебно тешкој позицији јер су морала да се односе према биолошком оцу као према деди, а према брату као званичном оцу. Психолози наглашавају да је овакав породични динамика могла да доведе до озбиљних поремećаја у развоју личности.

## Културни утицај

### У књижевности
Најпознатији опис налази се у роману Нечиста крв (1910) писца Борисава Станковића, где лик газда Марка отворено инсистира на снохачењу са снајом Софком. Нешто касније, мотив се јавља у приповеткама Ђорђа Јовановића и у сеоским хроникама Тихомира Ђорђевића.

### У етнографији
Снохачење је унесено у Етнографски зборник Српске краљевске академије као „пример екстремног патријархалног права на сексуалну власт свекра над снајом".

### У народној традицији
Упркос табу природи теме, снохачење је нашло своје место у народној традицији кроз пословице, загонетке и народне песме. Неке од пословица које се односе на ову тему су: „Свекар снаји није отац", „Где нема мужа, свекар је господар" и „Снаја два господара служи". Ове пословице одражавају сложеност породичних односа и двосмисленост која је окруживала снохачење.

### У савременој уметности
Тема снохачења је инспирисала и савремене уметнике. Позоришна представа „Нечиста крв" Народног позоришта (1985) је посебно нагласила психолошке аспекте овог обичаја. Филм „Софкина тајна" (1998) режисера Милана Јелића такође се бави овом тематиком, приказујући трагедију жене заробљене у патријархалном систему.

## Поређење са сродним обичајима
- Левират — обавезна удаја удовице за брата покојног мужа ради очувања лозе.
- Сорорат — женидба удовца сестром преминуле жене.
- Привидна отмица — инсценирано отимање девојке да би се избегли високи свадбени трошкови.

Сва три обичаја деле исту друштвену функцију: стабилизацију породичне задруге и контролу над репродукцијом.

### Међународне паралеле
Слични обичаји су забележени и у другим културама. У древној Јудеји постојао је левират, док су у неким афричким племенима постојали обичаји који подсећају на снохачење. Антрополози наглашавају да су овакви обичаји обично настајали као одговор на потребу очувања породичне имовине и континуитета лозе у патријархалним друштвима.

## Забрана и ишчезавање
Крајем 1930-их појављују се први судски спорови у којима је снаја тужила свекра за принуду, али су пресуде биле благе. После 1945. просветарске кампање, колективизација и масовно исељавање сеоског становништва у индустријске центре коначно су довели до нестанка снохачења.

### Улога образовања
Ширење писмености и образовања играло је кључну улогу у искорењивању снохачења. Школовање девојака им је омогућило да се боље супротставе патријархалним притисцима, док је образовање момака довело до промене менталитета о улози жене у породици. Народни учитељи су често били први који су отворено критиковали овакве праксе.

### Утицај урбанизације
Масовно исељавање сеоског становништва у градове после Другог светског рата довело је до распада традиционалних породичних задруга. У урбаним срединама снохачење није могло да опстане јер су се променили и физички услови становања и друштвене норме. Нуклеарна породица је заменила проширену породицу, што је учинило снохачење практично немогућим.

## Савремени погледи
Данашња српска јавност посматра снохачење као историјски доказ угњетавања жена у традиционалном друштву. Феминистичка историографија га користи као пример системског сексуалног насиља легитимисаног обичајем.

### Феминистичка перспектива
Савремене феминисткиње посматрају снохачење као екстремни пример патријархалне контроле над женским телом и сексуалношћу. Оне наглашавају да је овај обичај представљао институционализовано силовање и да је био део ширег система угњетавања жена. Феминистичке теоретичарке користе снохачење као пример како традиција може да легитимише насиље над женама.

### Антрополошка анализа
Савремени антрополози посматрају снохачење као пример како економски фактори могу да утичу на породичне односе. Они наглашавају да је овај обичај био део ширег система који је имао за циљ очување породичне имовине и обезбеђивање радне снаге. Антрополошка анализа показује да је снохачење било рационалан одговор на економске потребе патријархалног друштва, иако је то било на штету људских права и достојанства.

## У популарној култури
Телевизијска серија Нечиста крв: Грех предака (РТС, 2021) оживела је интересовање за ову тему, приказујући психолошке последице обичаја кроз лик Софке.

### Медијска покривеност
У последње две деценије, тема снохачења је постала предмет интересовања медија, посебно у контексту дискусија о традицији и модернизацији. Документарни филмови, новински чланци и телевизијске емисије редовно се баве овом темом, често изазивајући контроверзе и дебате у јавности.